# Yazoofloden

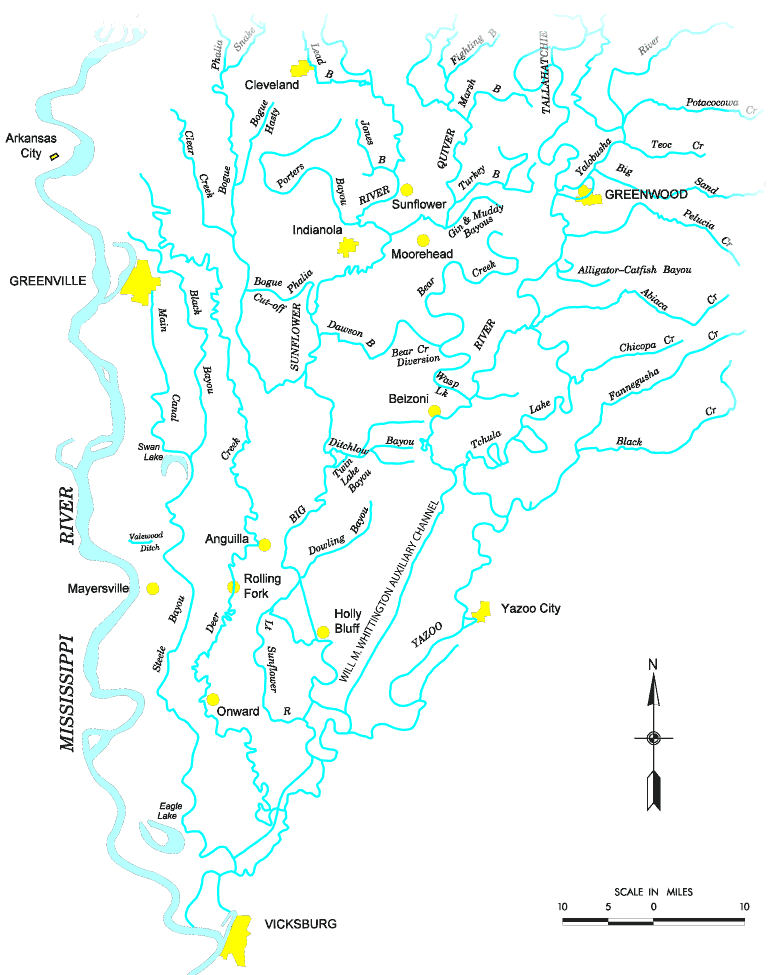
Yazoo och dess biflöden

Yazoo är en flod i USA. Den är ett biflöde till Mississippifloden, som den rinner ut i strax norr om Vicksburg.